# پولشه ناتیونال پارک
پولشه ناتیونال پارک (به لهستانی:  Polesie National Park) یک منطقهٔ مسکونی در لهستان است که در Lublin Voivodeship, Poland واقع شده‌است.